# Nasrider

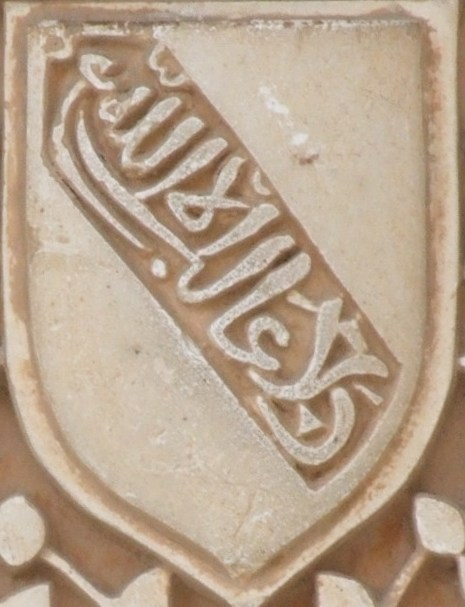
Nasridernas heraldiska vapen med valspråket Wa lā gāliba illā-llāh ("Endast Gud segrar"). Här på en arkitektonisk detalj i Alhambra i Granada i Spanien.

Nasrider kallades en arabisk härskarätt i Granada, den sista arabiska dynastin i Spanien. 
Den grundades av Muhammed ibn Nasr al-Ghālib, "erövraren" 1238 och tillhörde släkten al-Ahmar varför dess medlemmar även kallas alahmarer. Muhammeds farbror hette Jusuf an-Nasr och från denne härstammar ättens namn. Under dynastins blomstringstid uppfördes bland annat med stöd av kungen av Kastilien det berömda palatset Alhambra i Granada där nasriderna hade sin huvudstad. 
1492 besegrades den då regerande sultanen Boabdil av det kristna spanska kungariket under Ferdinand och Isabella.